# Liriomyza sabaziae
Liriomyza sabaziae är en tvåvingeart som beskrevs av Spencer 1963. Liriomyza sabaziae ingår i släktet Liriomyza och familjen minerarflugor. Inga underarter finns listade i Catalogue of Life.